# Pionýrský druh

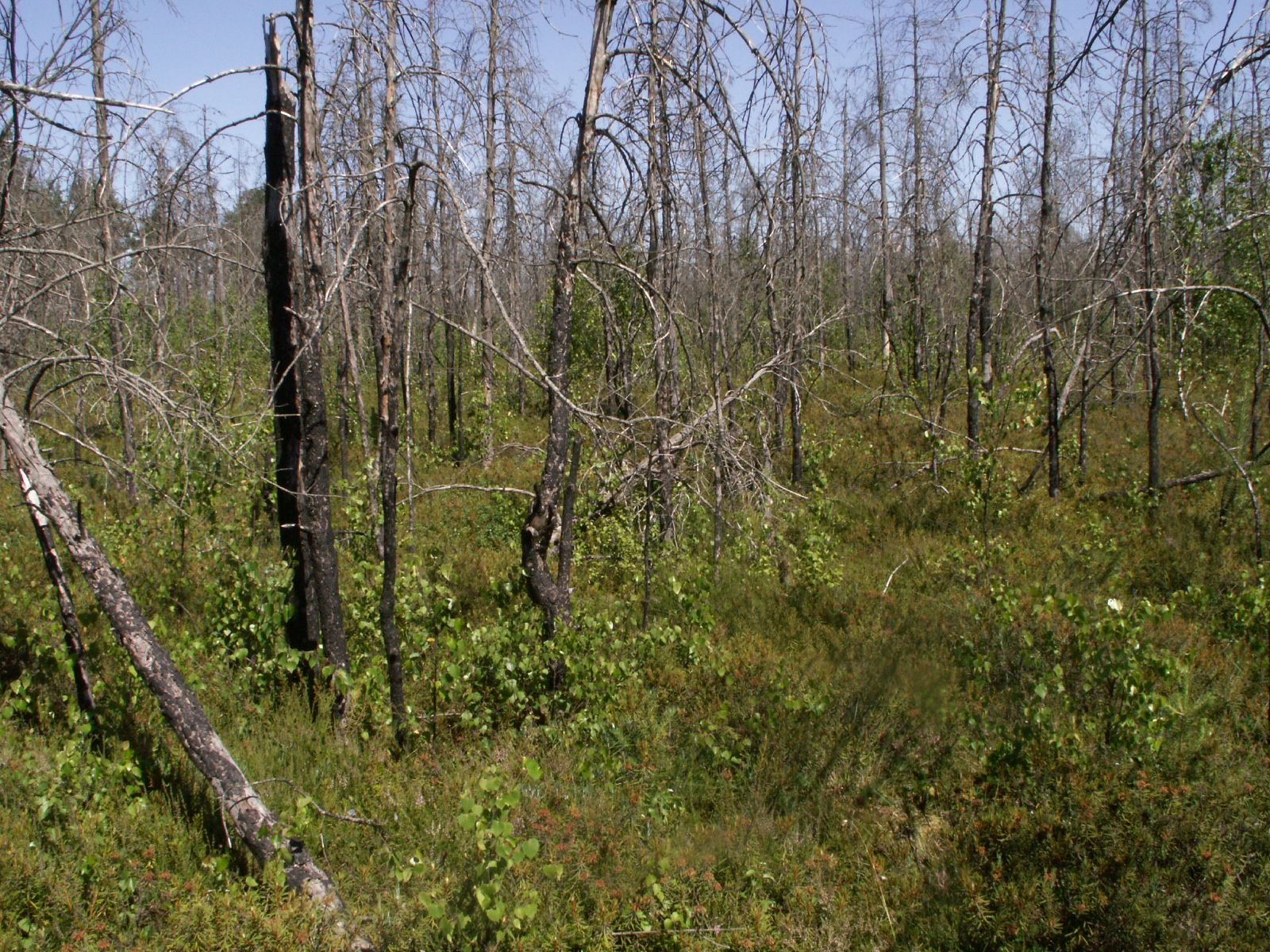
Mladé břízy pýřité osídlující les zničený před osmi lety požárem

Pionýrský druh je biologický druh, který osídluje nově vzniklé stanoviště. Pionýrské druhy stojí na počátku sukcese. Před jejich příchodem může lokalitu tvořit jen neživá příroda, resp. živá příroda s mikroorganismy. Pionýrské druhy připravují stanoviště pro další druhy organismů a osidlují stanoviště, která jiným druhům nevyhovují.
Pionýrskými druhy bývají míněny rostliny, zejména nižší rostliny, ale jsou jimi také živočichové.

## Název
Označení „pionýrský druh“ vzniklo z výrazu „pionýr“. Výraz má více významů a v tomto případě je to první osadník v neobydlené krajině, případně průkopník – člověk, který jako první provádí určitou činnost nebo prosazuje určitou myšlenku. V tomto kontextu jsou obvykle uváděni američtí pionýři, kteří osídlovali západní část Severní Ameriky.

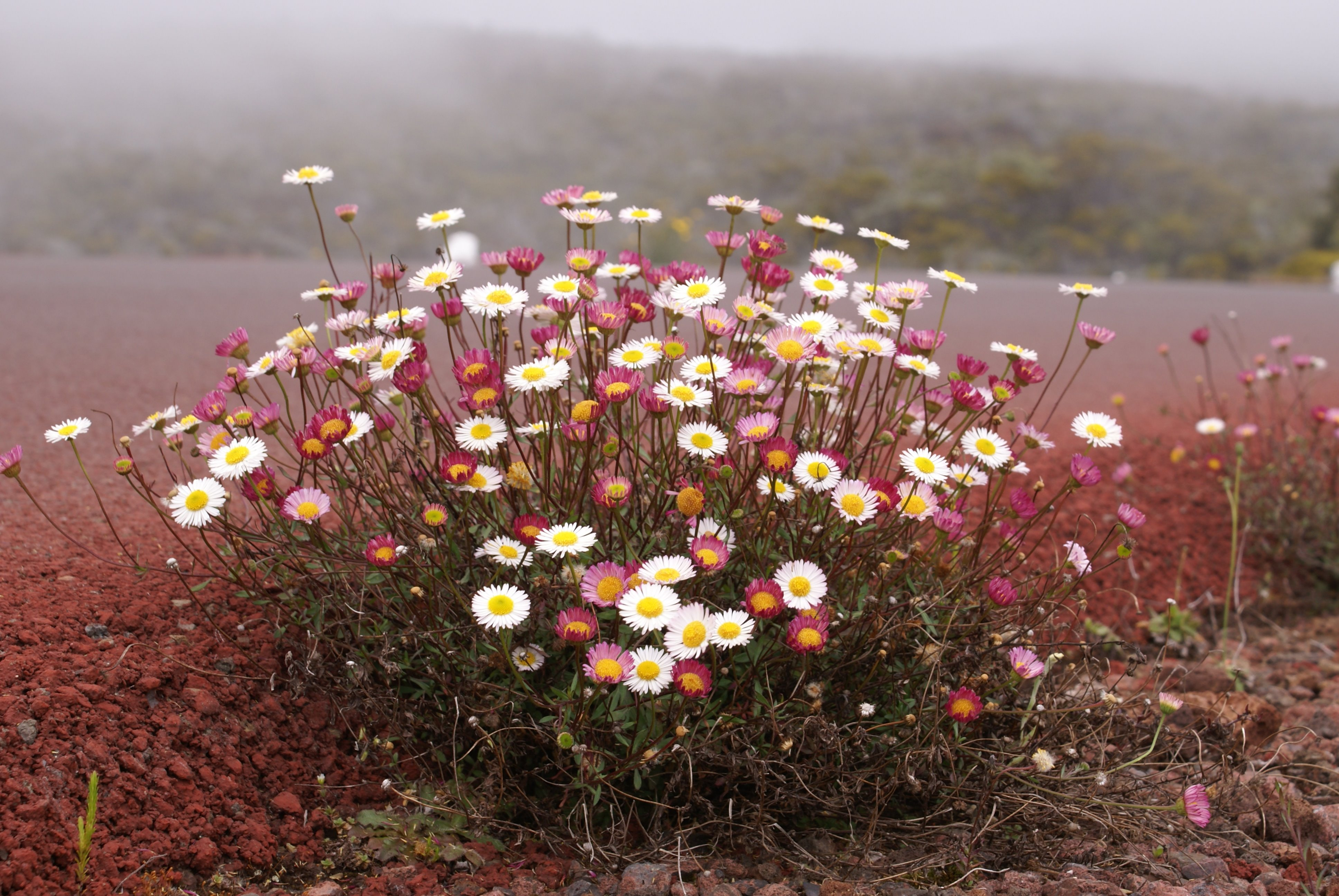
Pionýrský druh na neosídlené vulkanické půdě – turan (Erigeron karvinskianus)

## Popis
Pionýrský druh může osídlovat například výsypky a skládky, zbořeniště, suti, místa, na kterých došlo k živelní události a nejsou osídlená. Neosídlené stanoviště může být nepříznivé kvůli nevhodným klimatickým podmínkám, kvůli nevhodné kvalitě půdy s nízkým obsahem živin aj. Tím, že pionýrský druh zanikne, vytváří prostředí vhodnější ke kolonizaci náročnějšími organismy. Příkladem pionýrských druhů mohou být traviny, které rostou v písečných dunách. V kamenitějších a vlhčích podmínkách jsou to obvykle řasy a lišejníky.
Typickými pionýrskými organismy mohou být r-stratégové. Jako r-stratég je označován organismus, který ve své životní strategii uplatňuje vyšší důraz na rozmnožování a mobilitu potomstva, přičemž kvalita a konkurenceschopnost je odsunuta do pozadí. Písmeno "r" je matematický symbol pro rychlost reprodukce (rate of reproduction). Mezi početným potomstvem r-stratéga panuje vysoká úmrtnost. U živočichů to znamená relativně mnoho mláďat a redukovanou péči o ně.

## Rostliny
Pionýrské druhy rostlin bývají otužilé rostliny s adaptacemi, jako jsou dlouhé kořeny, kořenové hlízky obsahující nitrofilní bakterie, které využívají lépe vodu a neztrácejí ji nadměrnou transpirací.
Rostliny, které jsou speciálně přizpůsobené k extrémům, mohou být přizpůsobeny daným podmínkám natolik, že převládnou nad jinými rostlinami a vytvoří se klimaxové (vrcholové) společenství a zcela specifická biocenóza.
Pionýrské druhy se účastní mj. sekundární sukcese. Přirozenou sukcesi může přerušit například sopečný výbuch, požár, prachová bouře, větrná smršť, pohyb ledovce, povodeň nebo zásah člověka (odlesnění, „vyčištění“ půdy), které částečně nebo zcela obnaží půdu a znovu nastaví první stadia sukcese. Běžnými příklady rostlin, které rychle kolonizují uvolněný prostor, dříve porostlý jinou vegetací, jsou: maliník (Rubus spp.), bříza (Betula spp.), vrbovka úzkolistá (Epilobium angustifolium), borovice lesní (Pinus sylvestris), někteří zástupci čeledi vřesovcovité (Ericaceae spp.).

### Příklady
Příklady pionýrských rostlin a fotosyntetizujících organismů, které kolonizují následující stanoviště:
- kamenité prostředí – modrozelené bakterie, sinice, lišejníky, mechy;
- písčité prostředí (pobřeží, pohyblivé písky) – ječmenice písečná (Leymus arenarius), pýrovník psí (Agropyron pungens), kamýš (Ammophila breviligulata);
- slaná voda – zelené řasy, vocha (Zostera spp.), slanorožec virginský (Salicornia virginica), Spartina × townsendii a Spartina anglica;
- sladká voda – řasy, mechy, zákruticha americká (Vallisneria americana);
- písek – i přes nepřízeň počasí v písku zůstává kolonie tvořená řasami a bakteriemi, chráněná biofilmem a slizovitými látky vyrobenými řasami a bakteriemi.

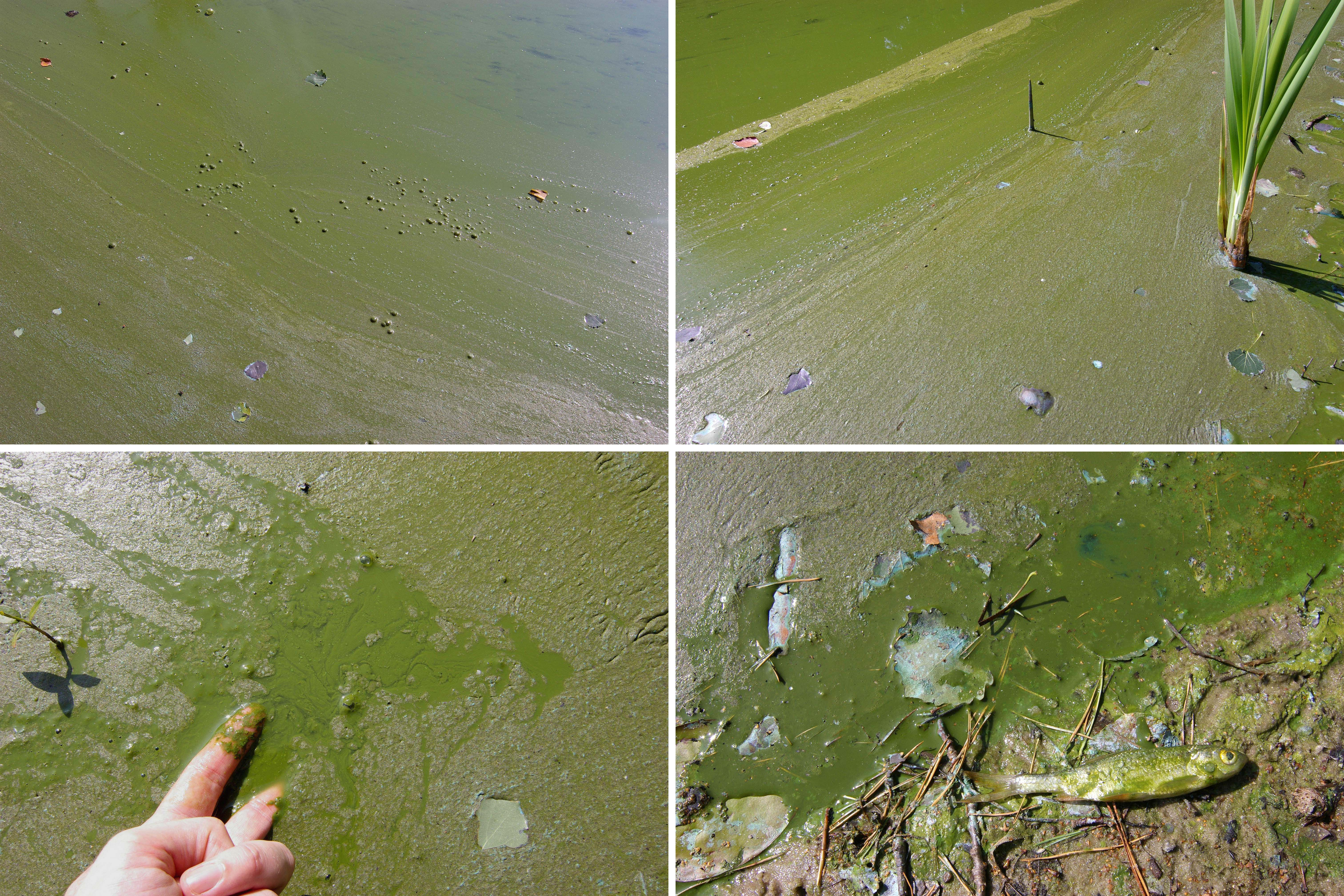
Sinice
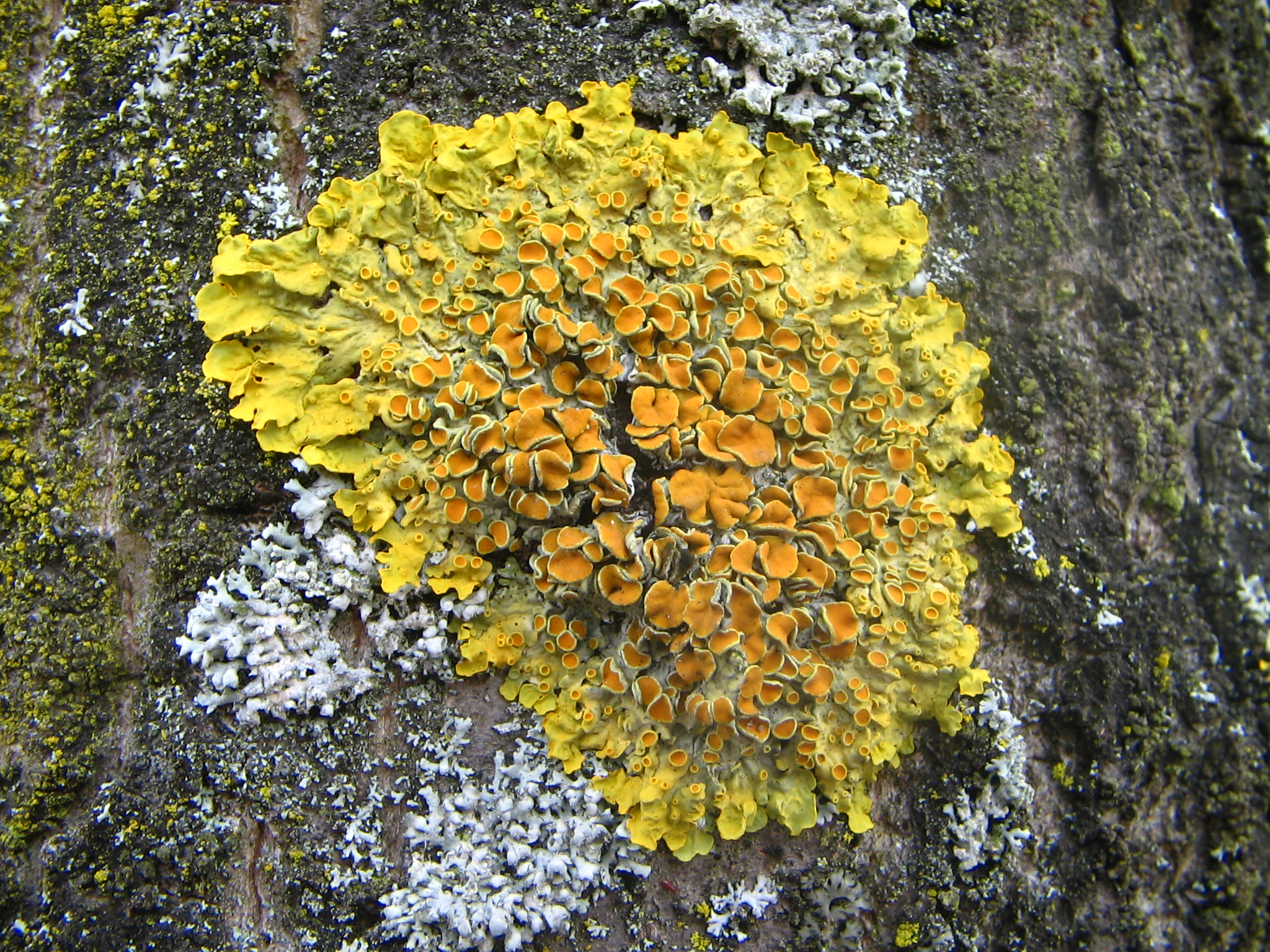
Lišejník
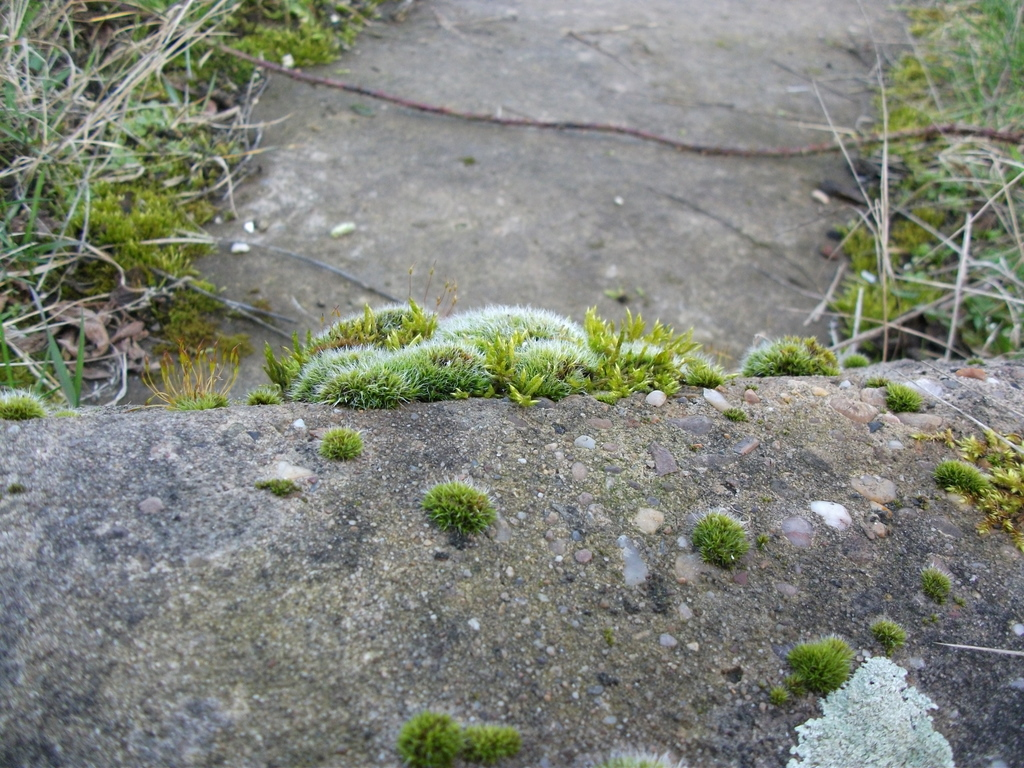
Mechy
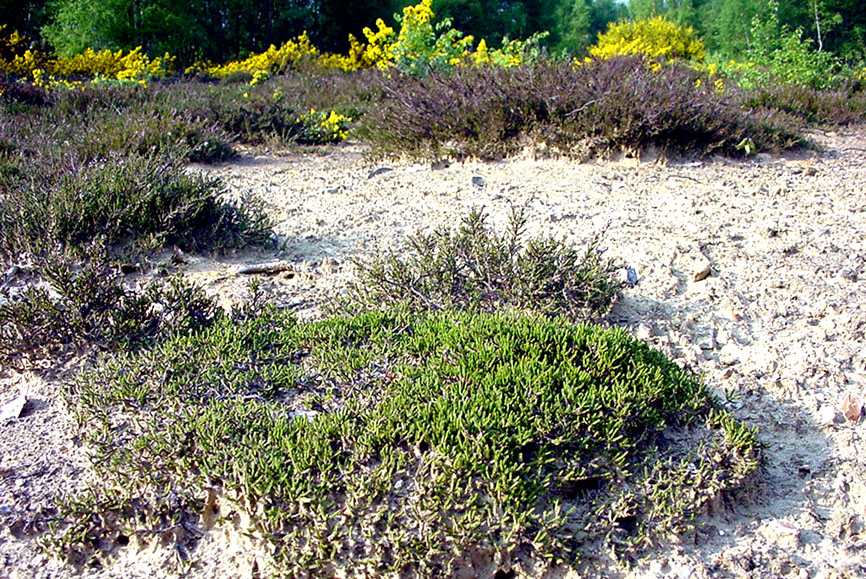
Vřesovec
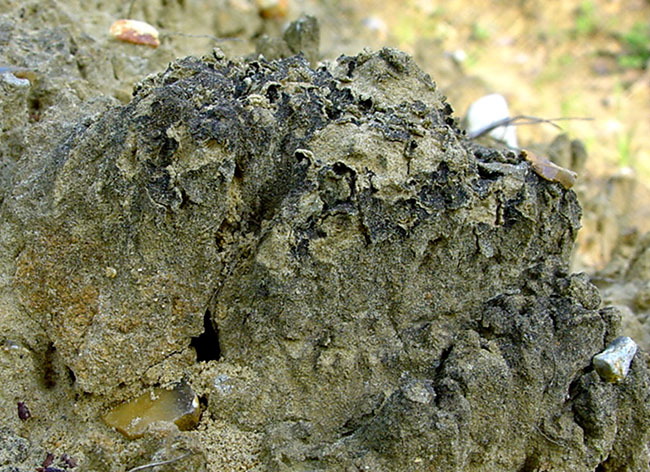
Kolonie řas a bakterií

## Fauna
Suchozemská fauna (zvířena) zpravidla kolonizuje prostor po houbách a rostlinách. Z okolí mezi prvními pronikají například drobní hlodavci a hmyzožravci. V oceánech a mořích bývají pionýrskými živočichy drobní korýši tvořící kril.
V oboru lesnictví se užívá termín „pionýrský brouk“. Je definován jako „Brouk, který nalétává na stromy jako první; po překonání obranyschopnosti stromu začíná produkovat agregační feromon a způsobuje hromadný nálet.“